# Aristolochia rumphii
Aristolochia rumphii är en piprankeväxtart som beskrevs av Vincenz Franz Kosteletzky. Aristolochia rumphii ingår i släktet piprankor, och familjen piprankeväxter. Inga underarter finns listade i Catalogue of Life.